# Conopophaga
A Conopophaga a madarak osztályának verébalakúak (Passeriformes) rendjébe és a szúnyogevőfélék (Conopophagidae) családjába tartozó nem.

## Rendszerezésük
A nemet Louis Pierre Vieillot írta le 1816-ban, az alábbi fajok tartoznak ide:
- vörhenyes szúnyogevő (Conopophaga lineata)
- vörösöves szúnyogevő (Conopophaga aurita)
- csuklyás szúnyogevő (Conopophaga roberti)
- hamvastorkú szúnyogevő (Conopophaga peruviana)
- szürke szúnyogevő (Conopophaga ardesiaca)
- vörössapkás szúnyogevő (Conopophaga castaneiceps)
- álarcos szúnyogevő (Conopophaga melanops)
- feketehasú szúnyogevő (Conopophaga melanogaster)
- Conopophaga cearae Cory, 1916[3]

## Előfordulásuk
Dél-Amerikában honosak. A természetes élőhelyük szubtrópusi és trópusi erdők és bokrosok.

## Megjelenésük
Testhosszuk 12-16 centiméter közötti.

## Életmódjuk
Ízeltlábúakkal táplálkoznak.